# Mélissa Héleine
Mélissa Héleine, née le 11 juillet 1994 à Versailles, est une judokate française évoluant en moins de 70 kg. 
Elle est médaillée de bronze par équipes lors des Championnats d'Europe de judo 2016 à Kazan.
Le 3 novembre 2019 elle devient championne de France de sa catégorie (-70 kg).

## Palmarès

### Compétitions internationales
| Année | Compétition                   | Lieu            | Résultat | Catégorie      |
| ----- | ----------------------------- | --------------- | -------- | -------------- |
| 2014  | Championnats d'Europe juniors | Bucarest        | 3e       | Moins de 70 kg |
| 2014  | Championnats du monde juniors | Fort Lauderdale | 3e       | Moins de 70 kg |
| 2017  | Jeux de la Francophonie       | Abidjan         | 1re      | Moins de kg    |

Outre ses médailles individuelles, elle obtient des médailles dans des compétitions par équipes.
| Année | Compétition           | Lieu  | Résultat |
| ----- | --------------------- | ----- | -------- |
| 2016  | Championnats d'Europe | Kazan | 3e       |

### Championnats de France
- Médaille d'argent en -70 kg aux Championnats de France 2017.
- Médaille d'argent en -70 kg aux Championnats de France 2016.
- Médaille de bronze en -70 kg aux Championnats de France 2015.
- Médaille d'or en -70 kg aux Championnats de France en 2019